# 奇胡伊卡丹
奇胡伊卡丹（Chhuikhadan），是印度恰蒂斯加尔邦Rajnandgaon县的一个城镇。总人口6418（2001年）。

## 人口
该地2001年总人口6418人，其中男性3191人，女性3227人；0—6岁人口783人，其中男400人，女383人；识字率71.19%，其中男性为79.16%，女性为63.31%。